# Wolfgang Uhlmann
Wolfgang Uhlmann (ur. 29 marca 1935 w Dreźnie, zm. 24 sierpnia 2020 tamże) – niemiecki szachista, arcymistrz.

## Kariera szachowa

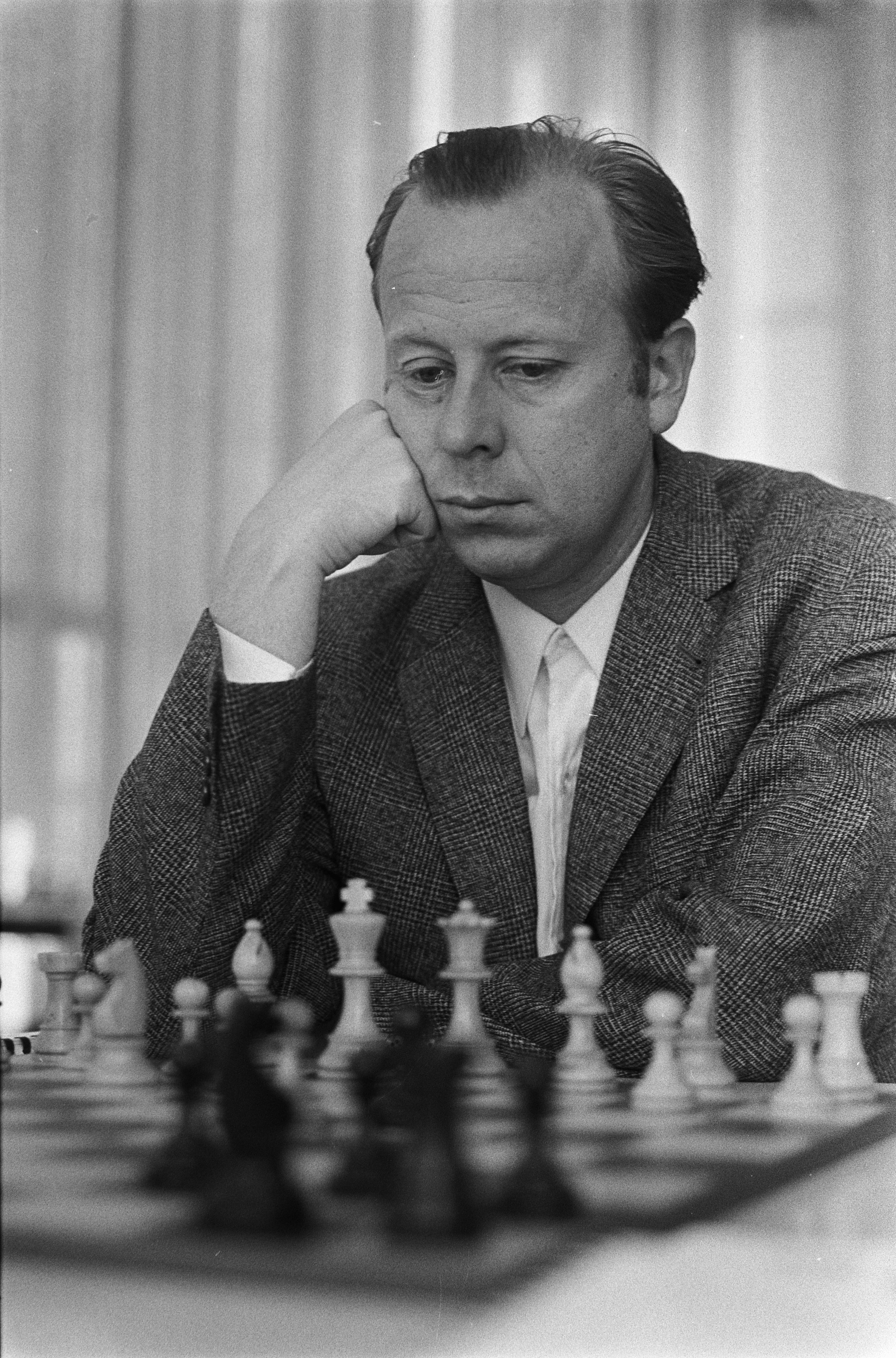
Wolfgang Uhlmann, Amsterdam 1970

Wielokrotnie reprezentował Niemiecką Republikę Demokratyczną w turniejach drużynowych, m.in. jedenastokrotnie na olimpiadach szachowych (w latach 1956, 1958, 1960, 1962, 1964, 1966, 1968, 1970, 1972, 1988, 1990) oraz  na drużynowych mistrzostwach Europy (w roku 1970), zdobywając wspólnie z drużyną brązowy medal. W 1970 r. wystąpił w meczu ZSRR – reszta świata, przegrywając 1½–2½ z Markiem Tajmanowem na VII szachownicy.
Największe sukcesy turniejowe odniósł w latach 60. W 1964 r. podzielił I miejsca w Sarajewie (turniej Bosna, wspólnie z Lwem Poługajewskim i Hawanie (memoriał Jose Raula Capablanki, wspólnie z Wasilijem Smysłowem). W 1965 r. zwyciężył w Zagrzebiu (wspólnie z Borislavem Ivkovem), natomiast w 1966 r. – w Szombathely (memoriał Lajosa Asztalosa, wspólnie z Dawidem Bronsteinem). W 1967 r. zajął II miejsce (za Michaiłem Botwinnikiem) w Hastings.
Czterokrotnie brał udział w turniejach międzystrefowych – eliminacjach do mistrzostw świata. Tylko raz awansował do meczów pretendentów, w 1970 roku w turnieju międzystrefowym na Majorce zajął VI miejsce. W ćwierćfinałowym meczu pretendentów w 1971 roku przegrał w Las Palmas z Bentem Larsenem 3½ – 5½.
Niemal przez cały okres istnienia NRD był najsilniejszym szachistą tego kraju. Jedenastokrotnie zdobywał tytuł indywidualnego mistrza kraju. Był cenionym ekspertem w obronie francuskiej. Mimo podeszłego wieku, wciąż pozostawał aktywnym szachistą.
Według systemu Chessmetrics, najwyższy ranking osiągnął w grudniu 1970 r., z wynikiem 2696 punktów zajmował wówczas 20. miejsce na świecie.